# جب عليص
جب عليص  قرية سوريّة تتبع إداريّاً لمحافظة حلب منطقة جبل سمعان ناحية تل الضمان، بلغ تعداد سكانها 878 نسمة حسب التعداد السكاني لعام 2004.